# Ischnea
Ischnea es un género de plantas herbáceas perteneciente a la familia de las asteráceas. Comprende 7 especies descritas y de estas, solo 5 aceptadas.

## Taxonomía
El género fue descrito por Ferdinand von Mueller y publicado en Trans. Roy. Soc. Victoria 1(2): 13. 1889. La especie tipo es: Ischnea elachoglossa F.Muell.	

## Especies aceptadas
A continuación se brinda un listado de las especies del género Ischnea aceptadas hasta agosto de 2012, ordenadas alfabéticamente. Para cada una se indica el nombre binomial seguido del autor, abreviado según las convenciones y usos.
- Ischnea brassii H.Rob. & Brettell
- Ischnea capellana Swenson
- Ischnea elachoglossa F.Muell.
- Ischnea keysseri Mattf.
- Ischnea korythoglossa Mattf.